# Rigidezza
In meccanica dei materiali, la rigidezza è la capacità che ha un corpo di opporsi alla deformazione provocata da una forza applicata. Il suo inverso è detto cedevolezza o flessibilità. Un corpo è tanto più rigido quanto maggiore è il modulo elastico.

## Caratteristiche
La rigidezza è determinata da:
- Materiale, proprietà estensiva del materiale e cioè dipende dalla quantità di materiale e dal materiale stesso.
- Forma, la forma della struttura riesce a conferire una diversa rigidezza a parità di materiale, come nel caso di un tubo ovale o rotondo.
- Vincoli, a parità di forma e materiale si ha una maggiore rigidezza di un palo vincolato ai due estremi, piuttosto che a un estremo solo.[1]

## Definizione
Il concetto di rigidezza deriva dalla teoria dell'elasticità, la cui equazione più comunemente utilizzata è la legge di Hooke. Nel metodo agli elementi finiti e nell'analisi dei sistemi elastici a più gradi di libertà la legge di Hooke viene formulata in termini tensoriali, permettendo l'estensione della legge costitutiva a tutti i possibili gradi di libertà. Nel caso della formulazione più generale possibile, si ha che la rigidezza è quantificata dal tensore di elasticità {\displaystyle \mathbf {D} _{ijkl}} e la cedevolezza dal tensore di cedevolezza {\displaystyle \mathbf {A} _{ijkl}}:
{\displaystyle \sigma _{ij}=\mathbf {D} _{ijkl}\,\varepsilon _{kl}\qquad \varepsilon _{ij}=\mathbf {A} _{ijkl}\,\sigma _{kl}}
inoltre, si ha che l'energia di deformazione {\displaystyle \omega } e l'energia complementare {\displaystyle \gamma } sono pari a:
{\displaystyle \omega ={\frac {1}{2}}\mathbf {D} _{ijkl}\,\varepsilon _{ij}\,\varepsilon _{kl}\qquad \gamma ={\frac {1}{2}}\mathbf {A} _{ijkl}\,\sigma _{ij}\,\sigma _{kl}}
dove {\displaystyle \sigma _{ij}} è la tensione {\displaystyle \varepsilon _{ij}} e la deformazione. I tensori di elasticità e cedevolezza sono tensori del quarto ordine, pertanto hanno 81 coefficienti, di cui 36 sono indipendenti. Se il materiale in esame è iperelastico, i coefficienti indipendenti si riducono a 21 e, nel caso in cui sia anche omogeneo e isotropo essi saranno soltanto due.
Facendo uso della notazione di Voigt, i tensori di elasticità e cedevolezza vengono rappresentati da matrici simmetriche semidefinite positive:
{\displaystyle {\begin{aligned}&\sigma _{i}=\mathbf {d} _{ij}\,\varepsilon _{j}\\&\varepsilon _{i}=\mathbf {a} _{ij}\,\sigma _{j}\\\end{aligned}}\implies {\begin{aligned}&\omega ={\frac {1}{2}}\mathbf {d} _{ij}\,\varepsilon _{i}\varepsilon _{j}\\&\gamma ={\frac {1}{2}}\mathbf {a} _{ij}\,\sigma _{i}\sigma _{j}\\\end{aligned}}}

### Rigidezza longitudinale
Nel caso monodimensionale, la formulazione tradizionale della relazione che esprime una sollecitazione longitudinale lungo un asse {\displaystyle {\hat {x}}} è:
{\displaystyle \mathbf {F} =-k_{E}\Delta l\cdot {\hat {\mathbf {x} }}}
pertanto, in questo caso, la rigidezza di un corpo che subisce un allungamento {\displaystyle \Delta l} causato da una forza applicata {\displaystyle \mathbf {F} } è rappresentata dalla costante elastica longitudinale {\displaystyle k_{E}}, di conseguenza la cedevolezza verrà espressa dalla costante plastica longitudinale {\displaystyle k_{C}=k_{E}^{-1}}. Nel Sistema Internazionale, la costante elastica longitudinale si misura in N·m-1 (newton su metro), mentre la costante plastica longitudinale si misura in m·N-1 (metro su newton).
Per esprimere la sollecitazione longitudinale, la formulazione odierna del caso monodimensionale si serve del coefficiente di dilatazione lineare {\displaystyle \varepsilon }:
{\displaystyle \sigma =E\varepsilon }
dove la rigidezza è rappresentata dal modulo di elasticità longitudinale di Young {\displaystyle E}, mentre la cedevolezza sarà espressa dal modulo di plasticità longitudinale {\displaystyle C=E^{-1}}.

### Rigidezza rotazionale
In modo del tutto analogo, nel caso monodimensionale, la formulazione tradizionale della relazione che esprime una sollecitazione tangenziale, a un piano a cui un asse {\displaystyle {\hat {z}}} è ortogonale, è:
{\displaystyle \mathbf {M} =-k_{\theta }\Delta \alpha \cdot {\hat {\mathbf {z} }}}
pertanto, in questo caso, la rigidezza di un corpo che subisce una variazione angolare {\displaystyle \Delta \alpha } causata da un momento applicato {\displaystyle \mathbf {M} } è rappresentata dalla costante elastica tangenziale {\displaystyle k_{\theta }}, di conseguenza la cedevolezza verrà espressa dalla costante plastica tangenziale {\displaystyle k_{\gamma }=k_{\theta }^{-1}}. Nel Sistema Internazionale, la costante elastica tangenziale si misura in N·m (newton per metro), mentre la costante plastica tangenziale si misura in (N·m)-1 (uno su newton per metro).
Per esprimere la sollecitazione tangenziale, la formulazione odierna del caso monodimensionale si serve del coefficiente di scorrimento angolare {\displaystyle \gamma }:
{\displaystyle \tau =G\gamma }
dove la rigidezza è rappresentata dal modulo di elasticità tangenziale {\displaystyle G}, mentre la cedevolezza sarà espressa dal modulo di plasticità tangenziale {\displaystyle G^{-1}}.

### Relazione tra costanti e moduli di elasticità
La costanti e i moduli di elasticità, usate entrambe per esprimere la rigidezza, sono strettamente legate tra loro. Dalle relazioni precedenti si può dedurre che {\displaystyle k_{E}=E{\frac {S}{l_{i}}}} e che {\displaystyle k_{\theta }=GSb}, dove {\displaystyle S} è la sezione, {\displaystyle l_{i}} è la dimensione longitudinale e {\displaystyle b} è il braccio della forza che causa il momento. Tuttavia esiste una profonda differenza tra le due categorie di grandezze; infatti, i moduli di elasticità sono proprietà costitutive del materiale, invece le costanti elastiche sono proprietà relative al corpo elastico. Ovvero, i moduli di elasticità dipendono soltanto dal materiale, mentre le costanti elastiche dipendono dal corpo e dalle condizioni di vincolo.

## Applicazioni

### Ingegneria
In generale si dovrebbe usare il termine rigidità quando si parla di un materiale, di rigidezza quando si parla di una struttura. La rigidezza di una struttura è di fondamentale importanza in molte applicazioni ingegneristiche, infatti essa rappresenta un parametro di scelta fondamentale del materiale. Un'alta rigidità si ricerca quando si vogliono basse deformazioni, una bassa rigidità quando è richiesta flessibilità. Lo spostamento può, in generale, riferirsi ad un punto distinto da quello di applicazione della forza, ed una struttura complicata non si deformerà solamente nella stessa direzione della direzione di applicazione della forza. Attraverso il tensore di rigidezza si può caratterizzare la rigidezza della struttura in tutte le direzioni. Per un semplice sistema di punti collegati da molle, la matrice di rigidezza descrive la connettività tra i gradi di libertà del sistema stesso. Un semplice esempio è la matrice di rigidezza di una trave. Le stesse grandezze usate per esprimere la rigidezza rotazionale, vengono usate per esprimere anche la rigidezza al taglio, il rapporto fra deformazione di taglio per unità di forza applicata, e la rigidezza torsionale, ovvero il rapporto fra il momento di torsione applicato e l'angolo di rotazione.

### Fisiologia
In fisiologia, con il termine rigidezza (in inglese stiffness) si indica la resistenza meccanica, la densità e la rigidità strutturale dei tendini e delle strutture di tessuto connettivo del muscolo. Sostanzialmente, maggiore è la rigidezza di questi tessuti, maggiore è l'energia che può essere immagazzinata durante un movimento eccentrico, per essere poi restituita e liberata durante la fase concentrica. Patologicamente, indica la difficoltà a piegare un'articolazione o la difficoltà di flessione muscolare dovuta a ipertonia.